# Golcovo
Golcovo (rusky Гольцово nebo Гольцовое) je jezero na Severním ostrově Nové země v Něneckém autonomním okruhu v Archangelské oblasti v Rusku. Má rozlohu 55,8 km².

## Pobřeží
Dlouhé a úzké jezero se rozkládá v nížině táhnoucí se od západního (Krestovaja guba) k východnímu (Medvědí záliv) břehu. Ze severu k jezeru zasahují ledovce. Na březích jsou ptačí kolonie.

## Vodní režim
Zdroj vody je smíšený s převahou ledovcového. Z Golcova odtéká řeka Severní Krestovaja, která ústí do zátoky Krestovaja guba.